# Guy Gasparotto
Pour les articles homonymes, voir Gasparotto.
Pas d'image ? Cliquez ici

a Compétitions nationales et continentales officielles uniquement.

b Matchs officiels uniquement.
 Guy Gasparotto, né le 2 juin 1948 à Aucamville (Haute-Garonne), est un joueur international français de rugby à XV qui a joué avec le Toulouse OEC, l'AS Montferrand et l'US Montauban au poste de deuxième ligne.
Il est ensuite manager de l'US Montauban.

## Biographie
Guy Gasparotto commence la pratique du rugby à XV au sein du Toulouse OEC.
À partir de la saison 1973-1974, il rejoint l'AS Montferrand.
Il dispute son premier test match avec l'équipe de France le 30 octobre 1976 contre l'équipe d'Australie, et le deuxième et dernier contre l'équipe de Roumanie, le 14 novembre 1976.
Il joue ses derniers matchs avec l'AS Montferrand en 1980.
Par la suite, il évolue avec l'US Montauban.
Après sa carrière de joueur, il reste à Montauban.

## Statistiques en équipe nationale
- Sélections en équipe de France : 2
- International junior 1967[réf. nécessaire]
- International militaire 1970[réf. nécessaire]
- International A' 1976[réf. nécessaire]

## Palmarès
- Vainqueur du Challenge Yves du Manoir en 1976 avec l'AS Montferrand.
- Finaliste du Championnat de France en 1978 avec l'AS Montferrand.
- Finaliste du Challenge Yves du Manoir en 1979 avec l'AS Montferrand.
- Finaliste du Championnat de France groupe B en 1981 avec l'US Montauban.